# Heilig boek
Een heilig boek of een heilig geschrift is in veel religies en spirituele bewegingen een boek of geschrift dat door de aanhangers van deze bewegingen wordt beschouwd als van goddelijke of spirituele oorsprong. Meestal vormen deze teksten een belangrijke fundering van zo'n beweging. 
Hoewel antieke beschavingen gedurende duizenden jaren handgemaakte teksten hebben geproduceerd, was het eerste gedrukte, voor massa-verspreiding bedoelde geschrift, de Diamantsoetra, een boeddhistisch geschrift uit het jaar 868.

## Boeken en geschriften
Hieronder volgen enkele heilige boeken en geschriften uit verschillende religies:
- Ásatrú
  - Edda
- Ayyavazhi
  - Akilattirattu Ammanai
  - Arul Nool
- Bahá'í
  - Kitáb-i-Aqdas
  - Kitáb-i-Íqán
  - en vele andere geschriften, inclusief enkele van andere religies
- Boeddhisme
  - Pali-canon of Tripitaka
  - en andere Boeddhistische geschriften
- Christendom
  - Bijbel
  - zie ook Woord van God
  - onder andere ook in het:
    - Katholicisme
      - Apocriefen/Deutero-canonieke boeken

    - Mormonisme
      - Boek van Mormon
      - De Parel van Grote Waarde
      - De Leer & Verbonden

    - Christian Science
      - Science and Health

    - Swedenborgianisme
      - Bijbel
      - de geschriften van Emanuel Swedenborg
      - sommige beschouwen ook een aantal postuum gepubliceerde manuscripten van Swedenborg heilig
- Confucianisme
  - Gesprekken
  - tevens de I Ching
- Discordianisme
  - Principia Discordia
- Egyptische mythologie
  - Boek der Poorten
  - Am-Tuat
- Falun Gong
  - Zhuan Falun
- Hindoeïsme
  - Veda's
  - Shruti
  - Smriti, vooral de Bhagavad gita
- Islam
  - Koran
  - Hadith (niet voor alle moslims)
    - Sahih Bukhari
    - Sahih Muslim
    - Sunan Abu Dawud
    - Jami' Tirmidhi
    - Al-Sunan al-Sughra
    - Sunan ibn Majah
    - Al-Muwatta

  - Islamitische Heilige Boeken
    - Suhuf Musa/Suhuf Ibrahim
    - Tawrat
    - Zaboer
    - Indjil
- Jaïnisme
  - Tattvartha Sutra
- Jodendom
  - Hebreeuwse Bijbel (Tenach)
    - onder andere de Thora

  - Talmoed
  - Samaritaanse Thora (Samaritanen)
- Mandaeërs
  - Ginza Raba
- Manicheïsme
  - Arzhang
- Mohisme
  - Mozi
- verschillende New Age-stromingen beschouwen onderstaande geschriften als inspirerend:
  - Een Cursus In Wonderen
  - Gesprekken met God
  - Het Urantia Boek
  - Oahspe
- Rastafaribeweging
  - Bijbel
  - Heilige Piby
  - Kebra Nagast
  - toespraken van Haile Selassie
- Satanisme
  - Satanische bijbel
- Sikhisme
  - Goeroe Granth Sahib
  - Dasam Granth
- Taoïsme
  - Tao Te Ching
  - I Ching
- Thelema
  - vooral de The Book of the Law of Liber AL vel Legis
- Zoroastrisme
  - Avesta